# Mixstafett
Mixstafett (ibland stavat mixedstafett) är en stafett där hälften av sträckorna genomförs av kvinnor och den andra halvan av män. Disciplinen är störst inom skidskytte men förekommer inom flera olika sporter men då ofta bara på juniornivå.

## Skidskytte
Inom skidskytte är mixstafetten en disciplin där 2 damer och 2 herrar tävlar i stafett för samma nation. Först ut är de två damerna (2 × 6,0 km) och sedan de två herrarna (2 × 7,5 km). Varje deltagare har två skjutningar, den första liggande och den andra stående. På varje skjutning har man 8 skott (varav 3 är reserv) på sig att träffa de fem målen. För varje mål som man inte får ner blir man tvungen att åka en straffrunda.
Mixstafett var med i världscupen för första gången i januari 2003, 2005 var disciplinen med för första gången i ett världsmästerskap, i Chanty-Mansijsk. Sedan dess har mixstafett varit med i världscupen ytterligare två gånger och i samtliga världsmästerskap. Två världsmästerskap i skidskytte, 2006 och 2010, har arrangerats med mixstafett som enda gren, då övriga avgörs i olympiska vinterspelen.
Inför olympiska vinterspelen 2010 var mixstafett en av flera grenar som ville göra debut, men på IOK:s möte i Kuwait City den 28 november 2006 blev inte mixstafett en sport som valdes in. Vid IOK:s möte i London 2011, beslutades den 6 april att mixstafett i skidskytte skulle bli en del av det olympiska programmet till spelen i Sotji 2014.

### Mixstafetter i VM och VC (fram till 2013)
Här följer alla tävlingar i mixstafett som arrangerats i världscupen och världsmästerskapen fram till och med säsongen 2012/2013.
| Datum              | Plats                     | Land      | Segrare   |
| ------------------ | ------------------------- | --------- | --------- |
| Säsongen 2002/2003 |                           |           |           |
| 16 januari 2003    | Ruhpolding (VC)           | Tyskland  | Ryssland  |
| Säsongen 2004/2005 |                           |           |           |
| 20 mars 2005       | Chanty-Mansijsk (VM)      | Ryssland  | Ryssland  |
| Säsongen 2005/2006 |                           |           |           |
| 12 mars 2006       | Pokljuka (VM)             | Slovenien | Ryssland  |
| Säsongen 2006/2007 |                           |           |           |
| 8 februari 2007    | Antholz (VM)              | Italien   | Sverige   |
| Säsongen 2007/2008 |                           |           |           |
| 12 februari 2008   | Östersund (VM)            | Sverige   | Tyskland  |
| 2 mars 2008        | Pyeongchang (VC)          | Sydkorea  | Norge     |
| Säsongen 2008/2009 |                           |           |           |
| 19 februari 2009   | Pyeongchang (VM)          | Sydkorea  | Frankrike |
| Säsongen 2009/2010 |                           |           |           |
| 12 mars 2010       | Kontiolax (VC)            | Finland   | Norge     |
| 28 mars 2010       | Chanty-Mansijsk (VM)      | Ryssland  | Tyskland  |
| Säsongen 2010/2011 |                           |           |           |
| 19 december 2010   | Pokljuka (VC)             | Slovenien | Sverige   |
| 19 december 2010   | Fort Kent (VC)            | USA       | Tyskland  |
| 3 mars 2011        | Chanty-Mansijsk (VM)      | Ryssland  | Norge     |
| Säsongen 2011/2012 |                           |           |           |
| 18 december 2011   | Hochfilzen (VC)           | Österrike | Ryssland  |
| 10 februari 2012   | Kontiolax (VC)            | Finland   | Frankrike |
| 1 mars 2012        | Ruhpolding (VM)           | Tyskland  | Norge     |
| Säsongen 2012/2013 |                           |           |           |
| 25 november 2012   | Östersund (VC)            | Sverige   | Ryssland  |
| 7 februari 2013    | Nové Město na Moravě (VM) | Tjeckien  | Norge     |

## Längdskidåkning
Mixstafett inom världscupen längdskidåkning planerades till säsongerna 1997/1998 och 1998/1999. I slutet av säsongen 1998/1997 planerades en mixstafett köras i samband med avslutningen i Oslo, men detta lopp ställdes in. Nästkommande säsong planerades det också en tävling i mixstafett, denna gång i Finska Lahtis, även detta lopp ställdes in. I december 2002 hölls den senaste mixstafetten i världscupen i längdskidåkning. Den var en del av världscuptävlingarna i Kuusamo, Finland. Finlands förstalag vann, tvåa blev den finska andralaget och Italien blev trea. Dessa tre mixstafetter var alla tänkta att köras med först två sträckor i klassisk stil, den första körd av en man och den andra av en kvinna. Därefter skulle ytterligare en man och en kvinna köra varsin fristilssträcka där mannen körde den tredje och kvinnan den fjärde sträckan.

## Övriga sporter
Vid olympiska sommarspelen för ungdomar 2010 hölls flera tävlingar med mixstafett inom sporter som i vanliga fall inte arrangerar den typen av tävlingar. I triathlon, modern femkamp och simning arrangerades det mixstafetter, dessa var öppna för lag som korsade nationsgränsen vilket gjorde att startfälten blev större.
Vid världsmästerskapen i simning (kortbana) infördes mixstafetter på 4 × 50 m fristil samt medley till mästerskapen 2014.
Inom friidrotten förekommer mixstafetter över distansen 4 × 400 meter på mästerskap sedan världsmästerskapen i Qatar 2019. På olympiska spelen i Paris 2024 introducerades även en mixstafett i gång över maratondistans där en man och en kvinna genomförde omväxlande två sträckor om cirka 10 km vardera.